# Driss Jettou
Driss Jettou, arab. ‏إدريس جطو‎ (ur. 24 maja 1945) – marokański polityk, premier Maroka w latach 2002-2007.

## Życiorys
Urodził się w El-Jadida w rodzinie kupieckiej. Studiował chemię i fizykę. Po ukończeniu w 1966 studiów rozpoczął pracę w Bata-Maroc, filli czeskiej fabryki obuwia. Po ukończeni dwuletniego stażu w Londynie zakłada własną firmę. W 1993 roku mianowany ministrem handlu, przemysłu i rzemiosła w rządzie Mohammeda Karima Lamraniego. Z rządu odszedł w 1998 roku. W 1999 roku został doradcą króla Muhammada VI.  
Król Muhammad VI mianował go premierem 9 października 2002, co było pewnym zaskoczeniem, gdyż Jettou nie jest członkiem żadnej partii. Bazę parlamentarną jego gabinetu stanowi koalicja Socjalistyczna Unia Sił Postępowych - Partia Niepodległości. 
Driss Jettou przestał pełnić funkcję szefa rządu w następstwie wyborów parlamentarnych z 7 września 2007 roku. 19 września 2007 na stanowisku zastąpił go Abbas al-Fasi, lider zwycięskiej Partii Niepodległości.

## Dotychczasowa kariera polityczna
- 1997–1998 minister finansów
- 2001–2002 minister spraw wewnętrznych
- 2002–2007 premier Maroka[4]